# Пуцњава у Новој Шкотској 2020.
Пуцњава и напади у Новој Шкотској догодили су се 18. и 19. априла 2020. године када је Габријел Вортман починио ланчано убиство и подметнуо пожаре на 16 локација у канадској покрајини Новој Шкотској, тиме убивши 22 и повредивши три особе. Краљевска канадска коњичка полиција (РЦМП) у окршају са нападачем је успела да га убије у граду Енфилд.
Окршај је трајао 12 сати. Вортман се прерушио у полицијца тако што је носио униформу и возио реплику полицијског возила. Према речима полиције, убиства нису била акт  тероризма, док се још увек води истрага око тачних мотива овог злочина. Полиција такође утврђује како је нападач успео да набави оружје без поседовања дозвола.
Ово је највећа пуцњава у историји Канаде, надмашивши масакр у Монтреалу из 1989. године где је убијено 15 особа.